# Соломино (Кировская область)
Соло́мино (Родичи) — деревня в Ижевском сельском поселении Пижанского района Кировской области.
Расположена на левом высоком берегу реки Малый Кермеж в 15 км к северо-западу от посёлка Пижанка и в 140 км к юго-западу от Кирова. Имеется подъездная дорога от райцентра (через Павлово).

## История
Деревня основана как удельный починок до 1795 года братьями Сидором и Родионом Васильевичами Соломиными и их детьми Ефимом Сидоровичем Соломиным и Емельяном Родионовичем Соломиным, принадлежавшими к древнему роду Соломиных.
В 1873 году в деревне насчитывалось 7 дворов, в 1891 году — 20 дворов (грамотных или учащихся дворов — 13; лошадей — 25, другой крупный скот — 49, овец — 98, свиней — 20; хмелеводство — 5 дворов, 170 тычин). В селе имелись Троицкая церковь и начальное народное училище (открыто в 1876 г.).
Местный промысел — подёнщина, отхожий — извоз по уезду. Каждый год 8—9 ноября проводилась Михайловская ярмарка, главным товаром которой были льняные холсты. С 15 октября 1895 года в рамках земского образования для взрослых проходили воскресные занятия. Функционировало пчеловодное общество.
С 1863 по 1930-е — село в Водозерской волости Яранского уезда Вятской губернии.
Нынешнее Соломино включает в себя также бывшие деревни Скородумка, Денисята и Фитили.

## Население
| 2010 |
| ---- |
| 110  |

## Культура
Имеется сельская библиотека имени Ф. Ф. Павленкова, основанная в 1907 году.

## Церковь
Троицкая церковь построена в 1876—1878; при ней старое священническое кладбище. За рекой Малый Кермеж — крупное приходское кладбище, расположенное в лесной полосе.